# Конка станиці Абінської
Конка станиці Абінської - мережа конки, що функціонувала в станиці Абінській у 1914 - 1919.

## Історія
- 1914 - фабрикант-мільйонер Кургузов С. С. дарує під'їзні залізничні колії до млина і маслоробної станиці. На лінії відкривається пасажирський рух конки.
- 1919 - закриття пасажирського руху

## Маршрут
- Ж/д станция «Абинская» - Пионерская улица - Крымская улица - Интернациональная улица - мельница[1]